# AS Волка
AS Волка (лат. AS Lupi) — одиночная переменная звезда в созвездии Волка на расстоянии приблизительно 8113 световых лет (около 2488 парсеков) от Солнца. Видимая звёздная величина звезды — от +16,2m до +15,5m.

## Характеристики
AS Волка — оранжевый гигант, переменная звезда спектрального класса K. Радиус — около 22,05 солнечных, светимость — около 97,445 солнечных. Эффективная температура — около 3862 K.